# Алвару III
Алвару III Ними а Мпанзу (ум. 5 мая 1622 года) — мвене (король) Конго (маниконго) в 1615—1622 годах, сын мвене Алвару II.

## Происхождение и приход к власти
Ними а Мпанзу (крещённый под именем Алвару) был сыном мвене Конго Алвару II, он родился в 1593 году (по другим данным, в 1598 году). Сведения о происхождении и родовом имени его матери в источниках не сохранились, однако известно, что ранее она была женой маркиза Вембо Себастиана Майалы ма Нсамбы и в крещении получила имя Мария. Когда между 1587 и 1592 годами Себастиан поднял мятеж против короля, Алвару II разбил его и захватил его жену, которая через какое то время родила ему сына. Исследователи не сходятся во мнении относительно статуса матери Алвару III: Энн Хилтон пришла к выводу, что она была рабыней, однако Джон К. Торнтон считает это преувеличением. Известно, что её брат Алвару Афонсу в царствование Алвару II был герцогом Нсунди.
Незадолго до своей смерти Алвару II поручил своего сына (которому по разным оценкам было около 16 или около 20 лет) заботам главнокомандующего конголезскими войсками Антониу да Силвы, герцога Мбамбы и одного из наиболее могущественных сеньоров королевства. Однако когда 9 августа 1614 года Алвару II скончался и реальная власть в столице Конго на три дня перешла в руки Антониу да Силвы, тот посадил на трон Бернарду Ними а Нкангу, единокровного брата Алвару II, полагая, что им будет легче управлять. Однако не прошло и года как между Антониу да Силвой и Бернарду разгорелась вооружённая борьба, в результате которого раненый Бернарду II вынужден был отречься от престола. Антониу да Силва гарантировал ему жизнь и Бернарду укрылся в церкви Святого Антония вместе с несколькими своими соратниками. После этого Антониу да Силва посадил на конголезский престол Алвару Ними а Мпанзу, ставшего сына мвене Алвару II. Только вступив на престол, Алвару, не желая терпеть рядом с собой очевидного соперника, к тому же пользующегося поддержкой части конголезской знати, 20 августа 1615 года во главе вооружённого отряда ворвался в церковь Святого Антония и убил Бернарду II вместе с его соратниками, после чего отрубил им головы. Обезглавленные трупы Алвару приказал привязать к позорному столбу на городской площади столицы. Тела оставались там почти три дня, пока некие набожные священники тайно не похоронили их, что было сочтено Алвару III и герцогом Мбамбы актом враждебности, а не милосердия. В последующие месяцы многие сторонники Бернарду II в столице и других частях королевства были убиты по приказу Алвару, хотя ранее им была обещана безопасность.
В письме от 25 октября 1617 года, адресованном папе Павлу V, Алвару III умолчал о своей причастности к убийству Бернарду II, фактически переложив вину за это на герцога Антониу да Силву. Алвару так описывал развитие событий после смерти отца: «…Ввиду моего юного возраста, с помощью нескольких грандов у власти в королевстве был поставлен Дом Бернарду, мой дядя… Но спустя менее чем год королевстве, видя несправедливость, которую мне причинили, возмущённое некоторыми беспорядками, знаками умаления христианской религии, взялось за оружие против него, без моего ведома. Это произошло под командованием Дом Антониу да Силва, великого герцога Мбамба…, которому король, мой господин и отец, перед смертью поручил заботу обо мне… У Дом Бернарду отняли королевство и жизнь, и я был восстановлен у власти, к всеобщей радости всех…». Далее Алвару подчёркивает своё «законное» происхождение, пытаясь внешне представить себя как человека, имеющего законные права на престол, в отличие от Бернарду II, который предположительно был бастардом Алвару I. Это должно было навести папу на мысль, что по европейским меркам свергнутый монарх не имел истинных прав на трон, хотя в Конго тех времён практически не было никакой разницы между «законными» и «незаконными» отпрысками. Кроме того, Алвару подчёркивал своё непоколебимое стремление расширять и укреплять христианство и ослаблять варваров-язычников.

## Правление
На протяжении всего своего относительно недолгого правления Алвару III пришлось вести борьбу со своими непокорными вассалами, большинство из которых были его родственниками. В письме королю Испании и Португалии он сетовал, что не прошло и двух месяцев после его воцарения, как по всей стране распространилось брожение. Алвару даже взывал к королю Филиппу III о помощи, поскольку ощущал себя в опасности. В своих письмах Алвару старался казаться набожным католиком, преданным испанской короне и Святому Престолу и король Испании поначалу возлагал некоторые надежды на нового мвене Конго. Алвару III обещал Филиппу не допускать в Конго голландских протестантов, осмелившихся поднять оружие против испанского короля, и в самом начале своего правления заставил графа Сойо Фернанду закрыть голландскую факторию в Мпинде. Несмотря на всё это, в 1615 году португальский губернатор Анголы Бенту Банья Кардозу, стремясь захватить больше рабов на продажу, занял переправы через реки Данде и Бенго и вторгся в область, которую Конго считало своей. Вместе с войсками Кардозу на земли Конго вторглись союзные им кочевые банды яга. Это нападение положило конец наметившемуся сближению между Конго и Иберийской унией и стало началом наступления португальцев на исконные области баконго.
В самом конце 1615 года против Алвару поднял мятеж его дядя по матери (по устаревшим данным, его кузен) Алвару Афонсу, занимавший пост герцога Нсунди. Вначале Алвару попытался решить конфликт с дядей миром, прибегнув к посредничеству своей матери Марии, сестры герцога Нсунди, и отца-иезуита Браса Корреа, духовника короля и председателя Королевского совета. Однако, несмотря на все усилия, Алвару III вторгся в Нсунди, одержал победу и убил герцога Алвару Афонсу, а его жену (дочь герцога Мбамбы Антониу да Силвы и родную сестру своей собственной жены) сделал своей наложницей. Взяв под контроль важную провинцию Нсунди, Алвару существенно укрепил своё положение, однако уже через несколько месяцев разразился конфликт между Алвару и герцогом Мбамбы Антониу да Силвой, претендовавшим на руководящую роль в королевстве. Столкновения длились десять месяцев и чуть не переросли в большую войну. В итоге Алвару предпочёл уладить конфликт миром, для чего он вновь использовал дипломатические таланты Браса Корреа. Примирение состоялось и уже в 1617 году Антониу да Силва в своём панегирике королю Алвару II отметил, что он «оставил нам свою картину и зеркало, в котором мы можем видеть его в его сыне Доме Алвару III». Однако уже через два года, в 1619 году герцог Мбамбы настолько возмутился тем, что Алвару назначил своего брата Феликса де Эшпириту Санто маркизом Мпембы, что вновь взялся за оружие. По всему королевству снова начались мятежи. Герцог Мбамбы вторгся в Мпембу и низложил маркиза Феликса. Вскоре, однако, Алвару удалось договориться с восставшими о мире, после чего он даровал Антониу да Силве и его соратникам всеобщее королевское помилование. 
Несмотря на это, мир в Конго не продлился долго. 20 февраля 1620 года Антониу да Силва умер и его сын, считая себя законным наследником его герцогства, вышел из повиновения короля. Алвару во главе войска вторгся в Мбамбу и убил наследника Антониу, тем самым подтвердив своё право назначать и смещать местных правителей по своему усмотрению. Новым герцогом Мбамбы он назначил своего родственника Педру Афонсу Нкангу а Мвику, бывшего маркиза Вембо. Вслед за этим против Алвару III восстал его младший брат Афонсу Мвемба а Мпанзу, которого Алвару лишил всех придворных должностей за ненадлежащее исполнение обязанностей. В августе 1621 года Афонсу с горсткой сторонников бежал на восток королевства, где захватил провинцию Мпангу, убив её маркиза Матиаса. При молчаливой поддержке могущественного герцога Мбаты Жуана Афонсу вознамерился захватить другие восточные провинции королевства и начал готовиться напасть на Нсунди. Мятеж Афонсу королю удалось подавить только при поддержке своего приближённого Мануэла Жордау. В награду за это Алвару в 1621 году назначил его новым герцогом Нсунди. В это самое время граф Сойо Антониу Мануэл, сводный брат Алвару III, составил неудачный заговор против короля. Склонный к переговорам Алвару предложил ему прощение, но Антониу Мануэл отказался, заявив, что он «ничего не сделал против короля, и поэтому нечего прощать». Таким образом, по словам одного местного священника, к концу правления Алвару III страна была разорена бесконечными войнами.

## Семья
Первой официальной женой Алвару III стала одна из дочерей герцога Мбамбы Антониу да Силвы, имя которой не сохранилось. После её преждевременной смерти Алвару взял в жёны другую женщину из рода да Силва (Дом Сойо), имя которой до нас также не дошло. Судя по тому, что у Альваро III не было детей от второй жены, брак с ней состоялся сравнительно незадолго до его смерти.